# Javier Condor
Javier Condor Long (ur. 24 października 1960) – kostarykański judoka. Olimpijczyk z Los Angeles 1984, gdzie zajął 34. miejsce w wadze półśredniej.

## Letnie Igrzyska Olimpijskie 1984
| Konkurencja | Eliminacje              | Klas. końcowa |
| Konkurencja | I runda                 | Miejsce       |
| ----------- | ----------------------- | ------------- |
| 78 kg       | António Roquete (POR) P | 34.           |